# William R. Cosentini
William Randolph Cosentini (12 juin 1911 — 28 janvier 1954) était un ingénieur mécanicien américain et entrepreneur qui a fondé Cosentini Associates.

## Biographie
William Cosentini naît en 1911 de parents immigrés italiens, Eugenio et Vincenza Cosentini. William, le puîné, a un frère aîné, John (né 1909) et une sœur cadette, Mary (né 1913).
Il fait ses études supérieures à l'Université de New York où il obtient sa maîtrise en génie mécanique. En 1944, il épouse Rose Destefano et ils ont par la suite deux enfants. Rose est décédée en 1947 à l'âge de 36 ans.
En 1951, il fonde WR Cosentini & Associates et la société prend plus tard le nom de Cosentini Associates. Dans les premiers jours de la société, il travaille sur plusieurs projets importants, y compris l'installation du système de chauffage et de climatisation du Chrysler Building.
William Cosentini est décédé le 28 janvier 1954 à l'âge de 42 ans. Depuis la création de Cosentini Associates, l'entreprise a grandi, comptant maintenant plus de 300 employés et possédant des bureaux dans diverses villes à travers le monde, dont Shanghai, Moscou et Paris.